# Ordynariat Wojskowy Belgii
Ordynariat Wojskowy Belgii (fr. Diocèse aux Forces armées belges, niderl. Militair ordinariaat) – rzymskokatolicka diecezja wojskowa ze stolicą w Brukseli, w Belgii. Należą do niej członkowie belgijskiego wojska i policji oraz ich rodziny wyznania rzymskokatolickiego.
Historia ordynariatu zaczyna się w połowie XX wieku, kiedy papież Pius XII ustanowił 7 września 1957 wikariat wojskowy, który został przekształcony w ordynariat polowy 21 lipca 1986 przez papieża Jana Pawła II.

## Główne świątynie
- Katedra polowa: Kościół św. Jakuba na Coudenbergu w Brukseli

## Biskupi

### Wikariusze polowi
| L.p. | Lata rządów                         | Imię i nazwisko              | Informacje dodatkowe                                         |
| ---- | ----------------------------------- | ---------------------------- | ------------------------------------------------------------ |
| 1.   | 16 kwietnia 1957 – 6 sierpnia 1961  | kard. Joseph-Ernest van Roey | arcybiskup metropolita mecheleński i Prymas Belgii           |
| 2.   | 2 lutego 1962 – 4 października 1979 | kard. Leo Jozef Suenens      | arcybiskup metropolia mecheleńsko-brukselski i Prymas Belgii |
| 3.   | 15 września 1980 – 21 lipca 1986    | kard. Godfried Danneels      | arcybiskup metropolia mecheleńsko-brukselski i Prymas Belgii |

### Biskupi polowi
| L.p. | Lata rządów                        | Imię i nazwisko          | Informacje dodatkowe                                         |
| ---- | ---------------------------------- | ------------------------ | ------------------------------------------------------------ |
| 3.   | 21 lipca 1986 – 18 stycznia 2010   | kard. Godfried Danneels  | arcybiskup metropolia mecheleńsko-brukselski i Prymas Belgii |
| 4.   | 27 lutego 2010 – 6 listopada 2015  | abp André-Joseph Léonard | arcybiskup metropolia mecheleńsko-brukselski i Prymas Belgii |
| 5.   | 6 listopada 2015 – 28 czerwca 2023 | kard. Josef De Kesel     | arcybiskup metropolia mecheleńsko-brukselski i Prymas Belgii |
| 6.   | od 28 czerwca 2023                 | abp Luc Terlinden        | arcybiskup metropolia mecheleńsko-brukselski i Prymas Belgii |